# 214475 Chrisbayus
214475 Chrisbayus este un asteroid din centura principală de asteroizi.

## Descriere
214475 Chrisbayus este un asteroid din centura principală de asteroizi. A fost descoperit pe 3 octombrie 2005 în cadrul proiectului CSS. Asteroidul prezintă o orbită caracterizată de o semiaxă mare de 3,04 ua, o excentricitate de 0,14 și o înclinație de 11,1° în raport cu ecliptica.